# Энн Роуз Ну Тонг
Энн Роуз Ну Тонг (род. 1975, Бирма) — католическая монахиня из Мьянмы, которая в 2021 году пожертвовала собой, пытаясь спасти других. Она привлекла внимание Папы Римского и Би-би-си, которые внесли её в список 100 женщин.

## Жизнь
Ну Тонг была одной из сестёр святого Франциска Ксаверия.
На неё обратили внимание, когда полиция преследовала молодых протестующих в Мьичине. У протестующих были самодельные щиты и каски, а полиция была хорошо вооружена. Протесты последовали за военным переворотом 1 февраля 2021 года. Ну Тонг встала на колени, умоляя полицию не применять насилие к молодым людям, укрывшимся в её клинике. Она указала, что они протестовали мирно, но полицейские отвечали, что они должны выполнить свой долг. Ну Тонг сказала, что если им нужно кого-то убить, она предлагает свою жизнь.
Разговор с полицией был снят на камеру наблюдателем и размещён в сети. О видео сообщили Би-би-си и Guardian. Позже Папа прокомментировал её жертву.
В декабре 2021 года Би-би-си включила её в свой список 100 женщин.